# Вида, Домагой
Домаго́й Ви́да (хорв. Domagoj Vida, хорватское произношение: [dômaɡoj ʋîːda]; род. 29 апреля 1989[…], Осиек) — хорватский футболист, защитник клуба АЕК (Афины). Участник трёх чемпионатов Европы (2012, 2016 и 2020) и чемпионата мира 2018.

## Клубная карьера
Вида родился 29 апреля 1989 года в пригороде четвёртого по величине города в Хорватии Осиек, расположенного на востоке страны. Родители — Рудыка и Желька Вида, старший брат Хрвое. Отец Домагоя профессионально играл в футбол и был нападающим в клубах «Осиек» и «Белишце»; благодаря своему отцу Домагой начал заниматься футболом с семи лет в школе клуба «Единство Доньи Михойлач». С 2003 года стал выступать в местной детско-юношеской команде при клубе «Осиек». С сезона 2006/07 Домагой закрепился в основном составе этой команды и успешно выступал в чемпионате Хорватии.
Домагой был привлечён к играм юношеских сборных страны и стал считаться одним из перспективных хорватских игроков. Благодаря успешным выступлениям его заприметили скауты футбольных клубов Европы, но при содействии родителей он решил перебраться в «Байер 04», за который начал выступать с лета 2010 года. Однако пробиться в основную команду Вида не смог и в течение сезона выступал в основном в матчах Лиги Европы. Дебют Виды в Бундеслиге состоялся 5 марта 2011 года в домашнем разгроме «Вольфсбурга» со счётом 3:0, когда он вышел на замену на 14-й минуте вместо травмированного. Этот матч остался для него единственным в Бундеслиге.
14 июня 2011 года Вида вернулся в чемпионат Хорватии, подписав контракт с загребским «Динамо». В сезоне 2011/12 Домагой стал в составе «Динамо» чемпионом и обладателем Кубка Хорватии.

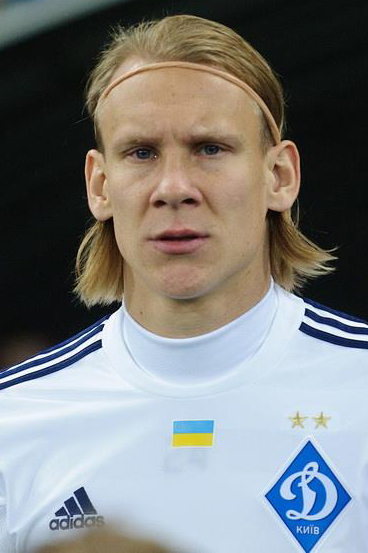
Вида в составе киевского «Динамо» в 2015 году

2 января 2013 года подписал контракт на пять лет с киевским «Динамо». Дебютный гол за киевлян хорват забил 17 марта 2013 года на 4-й минуте матча с полтавской «Ворсклой». Гол оказался единственным в матче. Следующего взятия ворот от Виды пришлось ждать больше года, однако это оказался победный гол в финале Кубка Украины. 15 мая 2014 года «Динамо» и донецкий «Шахтер» сошлись в решающем матче в Полтаве. Счёт ударом по своим воротам открыл «горняк» Александр Кучер, через три минуты Вида нанёс точный удар головой после подачи углового. Во втором тайме «Шахтеру» удалось отыграть один мяч. Таким образом, гол хорвата снова оказался решающим и помог после семилетнего перерыва вернуть трофей в Киев.
Третий мяч Домагоя за «Динамо» снова был забит в ворота «Шахтера» и снова оказался победным. Произошло это уже в рамках чемпионата страны, в первом круге сезона 2014/15. Вида вновь точно пробил головой, и киевляне одержали важную победу — 1:0. В том же сезоне хорват открыл счёт забитым мячам за «Динамо» и в еврокубках. 6 ноября 2014 года в рамках группового турнира Лиги Европы киевляне встречались с датским «Ольборгом». В Дании динамовцы уступили 0:3, и им, чтобы сохранить лидерство в группе, нужен был нужен реванш. На 68-й минуте при нулевом счете подопечные Сергея Реброва остались в меньшинстве — поле за «фол последней надежды» покинул Александар Драгович. Однако на 70-й минуте хорватский легионер снова забивает головой после подачи углового и помогает киевлянам выйти на первое место в группе.
17 мая 2015 года в домашнем матче чемпионата против днепропетровского «Днепра» на 84 минуте забил гол в ворота «днепрян», который стал единственным в матче и принёс победу в чемпионате Украины, 14-й раз в истории и в первый раз за последние 6 лет. Этот мяч стал чемпионским, и первым, забитым Видой не головой. В сезоне 2016/17 стал вице-чемпионом и финалистом кубка Украины. В летнее трансферное окно-2017 было много информации о том, что Вида может перейти в «Бешикташ». По информации турецкого сайта Fotomac Вида подписал предварительный контракт с турецким клубом, который вступит в силу со второй половины сезона 2017/18 и что хорват зимой покинет «Динамо».
27 декабря 2017 года официально стал игроком «Бешикташа». 3 января 2018 года провёл первую тренировку в своём новом клубе. Дебютировал 21 февраля в победном для «Бешикташа» матче против «Антальяспором». Уже на 16-й минуте матча 1/8 финала Лиги чемпионов УЕФА против «Баварии» Вида был удалён с поля, а «Бешикташ» проиграл со счётом 5:0. В сезоне 2020/21 Вида сделал национальный дубль в составе «Бешикташа», который выиграл и чемпионат, и кубок страны.

## Карьера в сборной

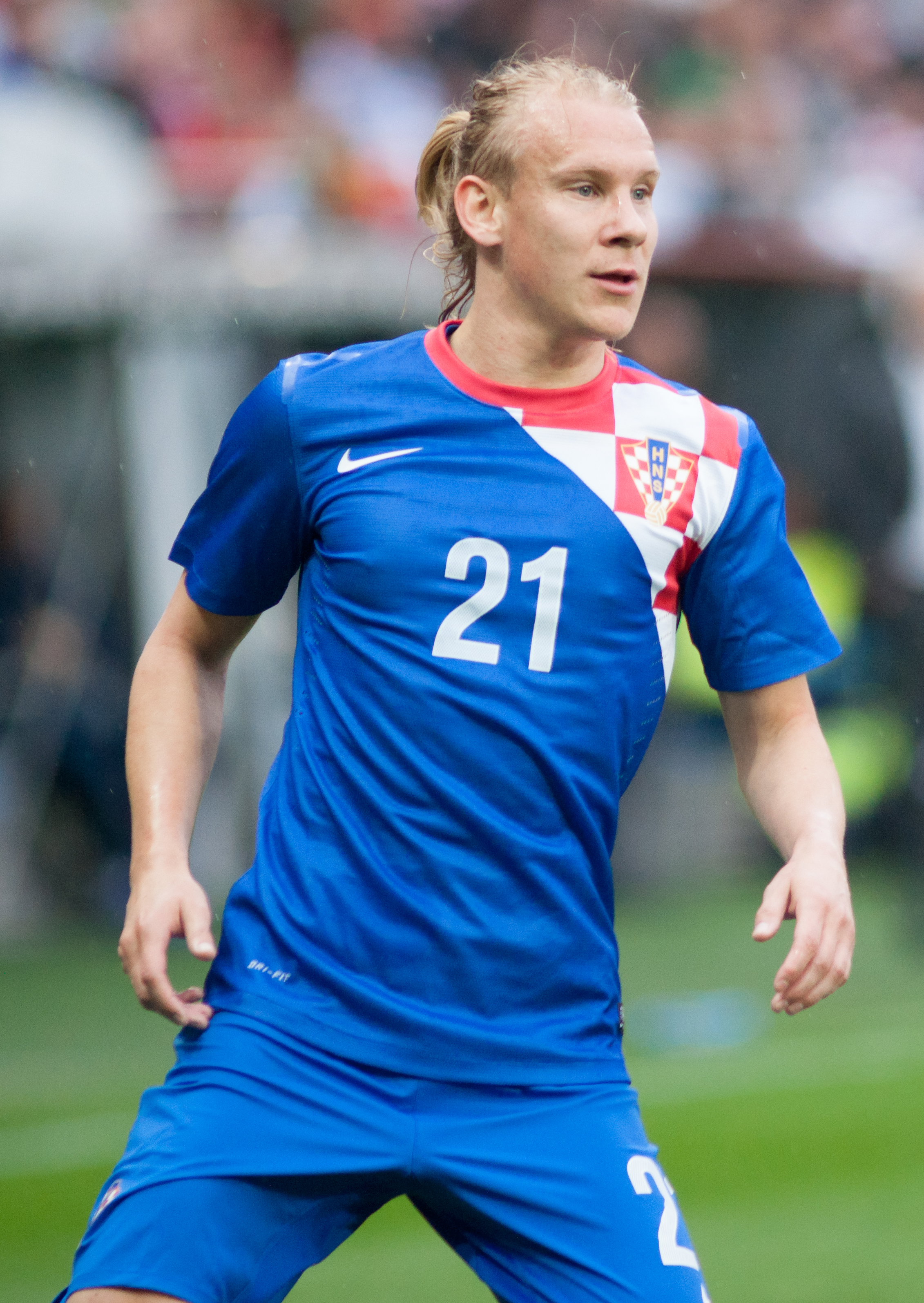
Вида в составе сборной Хорватии

Вида привлекался в юношеские и молодёжную сборную Хорватии. Дебютировал за основную сборную Хорватии 23 мая 2010 года в товарищеском матче против сборной Уэльса, заменив на 75 минуте Дарио Срну.
Участвовал в отборочных матчах к чемпионату Европы 2012 года. 29 мая 2012 года был включен главным тренером сборной Славеном Биличем в состав команды для участия в самом турнире. Единственным матчем футболиста на Евро стала игра против сборной Испании, в котором хорваты уступили со счётом 0:1. Через два года был в заявке «шашечных» на чемпионате мира 2014 года в Бразилии, но на поле не выходил.
В матче 1/4 финала чемпионата мира 2018 года против сборной России на 100 минуте при счёте 1:1 забил головой с подачи в ворота Акинфеева, отпраздновав гол снятием футболки, за что получил жёлтую карточку; однако на 115 минуте россияне сравняли счёт. В послематчевой серии пенальти Вида тоже забил, и его команда победила со счётом 3:4.
После победы Вида, совместно с Огненом Вукоевичем, записал видео, в котором посвятил победу над Россией Украине. В видео Домагой выкрикнул «Слава Украине!». В ФИФА посчитали высказывание Виды «политическим», за что ему грозила дисквалификация. Позже футболист заявил, что в его высказывании не было никакой политики. В итоге Вида получил от ФИФА предупреждение. После полуфинального матча с Англией 11 июля в интервью телеканалу «Россия 24», говоря по-русски, сообщил, что «сделал ошибку» и хочет «ещё раз извиниться перед русскими людьми». 21 июля 2024 объявил о завершении карьеры в сборной Хорватии.

## Статистика

### Клубная
| Команда          | Сезон            | Лига | Лига | Кубок | Кубок | Суперкубок | Суперкубок | Еврокубки | Еврокубки | Всего | Всего |
| Команда          | Сезон            | Игры | Голы | Игры  | Голы  | Игры       | Голы       | Игры      | Голы      | Игры  | Голы  |
| ---------------- | ---------------- | ---- | ---- | ----- | ----- | ---------- | ---------- | --------- | --------- | ----- | ----- |
| Осиек            | 2006/07          | 12   | 0    | 0     | 0     | -          | -          | -         | -         | 12    | 0     |
| Осиек            | 2007/08          | 21   | 0    | 1     | 0     | -          | -          | -         | -         | 22    | 0     |
| Осиек            | 2008/09          | 30   | 2    | 1     | 0     | -          | -          | -         | -         | 31    | 2     |
| Осиек            | 2009/10          | 27   | 4    | 3     | 0     | -          | -          | -         | -         | 30    | 4     |
| Осиек            | Всего            | 90   | 6    | 5     | 0     |            |            | -         | -         | 95    | 6     |
| Байер 04         | 2010/11          | 1    | 0    | 0     | 0     | -          | -          | 8         | 0         | 9     | 0     |
| Байер 04         | Всего            | 1    | 0    | 0     | 0     |            |            | 8         | 0         | 9     | 0     |
| Динамо (Загреб)  | 2011/12          | 29   | 2    | 6     | 0     | -          | -          | 12        | 0         | 47    | 2     |
| Динамо (Загреб)  | 2012/13          | 15   | 4    | 1     | 0     | -          | -          | 12        | 2         | 28    | 6     |
| Динамо (Загреб)  | Всего            | 44   | 6    | 7     | 0     |            |            | 24        | 2         | 75    | 8     |
| Динамо (Киев)    | 2012/13          | 12   | 1    | -     | -     | -          | -          | 2         | 0         | 14    | 1     |
| Динамо (Киев)    | 2013/14          | 17   | 0    | 4     | 1     | -          | -          | 5         | 0         | 26    | 1     |
| Динамо (Киев)    | 2014/15          | 19   | 2    | 6     | 0     | 1          | 0          | 10        | 1         | 36    | 3     |
| Динамо (Киев)    | 2015/16          | 18   | 2    | 3     | 0     | 1          | 0          | 5         | 0         | 27    | 2     |
| Динамо (Киев)    | 2016/17          | 28   | 3    | 4     | 0     | 1          | 1          | 6         | 0         | 39    | 4     |
| Динамо (Киев)    | 2017/18          | 9    | 2    | 0     | 0     | 1          | 0          | 8         | 0         | 18    | 2     |
| Динамо (Киев)    | Всего            | 103  | 10   | 17    | 1     | 4          | 1          | 36        | 1         | 160   | 13    |
| Бешикташ         | 2017/18          | 13   | 1    | 4     | 0     | 0          | 0          | 1         | 0         | 18    | 1     |
| Бешикташ         | 2018/19          | 31   | 3    | 0     | 0     | 0          | 0          | 7         | 0         | 38    | 3     |
| Бешикташ         | 2019/20          | 31   | 5    | 2     | 0     | 0          | 0          | 5         | 0         | 38    | 5     |
| Бешикташ         | 2020/21          | 34   | 5    | 4     | 1     | 0          | 0          | 1         | 0         | 39    | 6     |
| Бешикташ         | 2021/22          | 28   | 1    | 1     | 0     | 1          | 0          | 2         | 0         | 32    | 1     |
| Бешикташ         | Всего            | 137  | 15   | 11    | 1     | 1          | 0          | 16        | 0         | 165   | 16    |
| АЕК (Афины)      | 2022/23          | 31   | 1    | 2     | 0     | 0          | 0          | 0         | 0         | 33    | 1     |
| АЕК (Афины)      | Всего            | 31   | 1    | 2     | 0     | 0          | 0          | 0         | 0         | 33    | 1     |
| Всего за карьеру | Всего за карьеру | 406  | 38   | 42    | 2     | 5          | 1          | 84        | 3         | 537   | 44    |

### В сборной
| Матчи и голы Виды за сборную Хорватии | Матчи и голы Виды за сборную Хорватии | Матчи и голы Виды за сборную Хорватии | Матчи и голы Виды за сборную Хорватии | Матчи и голы Виды за сборную Хорватии | Матчи и голы Виды за сборную Хорватии |
| №                                     | Дата                                  | Оппонент                              | Счёт                                  | Голы                                  | Соревнование                          |
| ------------------------------------- | ------------------------------------- | ------------------------------------- | ------------------------------------- | ------------------------------------- | ------------------------------------- |
| 1                                     | 23 мая 2010                           | Уэльс                                 | 2-0                                   | -                                     |                                       |
| 2                                     | 26 мая 2010                           | Эстония                               | 0-0                                   | -                                     | Товарищеский матч                     |
| 3                                     | 29 марта 2011                         | Франция                               | 0-0                                   | -                                     | Товарищеский матч                     |
| 4                                     | 7 октября 2011                        | Греция                                | 0-2                                   | -                                     | Отборочные матчи ЧЕ-2012              |
| 5                                     | 11 октября 2011                       | Латвия                                | 2-0                                   | -                                     | Отборочные матчи ЧЕ-2012              |
| 6                                     | 11 ноября 2011                        | Турция                                | 3-0                                   | -                                     | Отборочные матчи ЧЕ-2012              |
| 7                                     | 15 ноября 2011                        | Турция                                | 0-0                                   | -                                     | Отборочные матчи ЧЕ-2012              |
| 8                                     | 29 февраля 2012                       | Швеция                                | 1-3                                   | -                                     | Товарищеский матч                     |
| 9                                     | 25 мая 2012                           | Эстония                               | 3-1                                   | -                                     | Товарищеский матч                     |
| 10                                    | 2 июня 2012                           | Норвегия                              | 1-1                                   | -                                     | Товарищеский матч                     |
| 11                                    | 18 июня 2012                          | Испания                               | 0-1                                   | -                                     | Финальные матчи ЧЕ-2012               |
| 12                                    | 15 августа 2012                       | Швейцария                             | 2-4                                   | -                                     | Товарищеский матч                     |
| 13                                    | 7 сентября 2012                       | Македония                             | 1-0                                   | -                                     | Отборочные матчи ЧМ-2014              |
| 14                                    | 11 сентября 2012                      | Бельгия                               | 1-1                                   | -                                     | Отборочные матчи ЧМ-2014              |
| 15                                    | 16 октября 2012                       | Уэльс                                 | 2-0                                   | -                                     | Отборочные матчи ЧМ-2014              |

Итого: 15 матчей / 0 голов; 6 побед, 5 ничьи, 4 поражения.

## Достижения

### Командные
«Динамо» (Загреб)
- Чемпион Хорватии: 2011/12
- Обладатель Кубка Хорватии: 2011/12

«Динамо» (Киев)
- Чемпион Украины (2): 2014/15, 2015/16
- Обладатель Кубка Украины (2): 2013/14, 2014/15
- Обладатель Суперкубка Украины : 2016

«Бешикташ»
- Чемпион Турции: 2020/21
- Обладатель Кубка Турции: 2020/21

Сборная Хорватии
- Вице-чемпион мира: 2018
- Бронзовый призёр чемпионата мира: 2022

### Личные
- Орден Князя Бранимира: 2018[9]

## Скандалы и инциденты
- В мае 2011 года Вида вместе с игроками «Байера» поучаствовал в драке, за что был исключён из состава сборной на отборочные матчи Евро-2012.
- 25 сентября 2012 года Домагой Вида был оштрафован загребским «Динамо» на рекордную сумму в 129 тысяч долларов США (100 тысяч евро) за то, что открыл банку пива в автобусе команды[10][11].
- 4 ноября 2016 года был остановлен патрульными Киева за езду в нетрезвом виде[12].
- 7 июля 2018 года, отмечая выход в полуфинал чемпионата мира после победы над Россией, Домагой Вида и Огнен Вукоевич произнесли фразу «Слава Украине».